# بنينسولا (أوهايو)
بنينسولا (بالإنجليزية: Peninsula, Ohio)‏ هي قرية تقع في الولايات المتحدة في مقاطعة صمت، أوهايو. يقدر عدد سكانها بـ 565 نسمة ومساحتها 12.12 كم2 وترتفع عن سطح البحر 230 متر.

## التركيبة السكانية
قام مكتب تعداد الولايات المتحدة بتحديد بيانات التركيبة السكانية لبنينسولا في تعداد الولايات المتحدة. في ما يلي، التركيبة السكانية حسب تعدادي 2000 و2010.

### تعداد عام 2000
بلغ عدد سكان بنينسولا 602 نسمة بحسب تعداد عام 2000، وبلغ عدد الأسر 240 أسرة وعدد العائلات 160 عائلة مقيمة في القرية. في حين سجلت الكثافة السكانية 128.8 نسمة لكل ميل مربع (49.7/كم2). وبلغ عدد الوحدات السكنية 254 وحدة بمتوسط كثافة قدره 54.3 نسمة لكل ميل مربع (21.0/كم2).
وتوزع التركيب العرقي للقرية بنسبة 97.84% من البيض و 0.33% من الأمريكيين ذوي الأصول الآسيوية و 0.66% من الأمريكيين الأفارقة و 1.00% من عرقين مختلطين أو أكثر.
بلغ عدد الأسر 240 أسرة كانت نسبة 25.0% منها لديها أطفال تحت سن الثامنة عشر تعيش معهم، وبلغت نسبة الأزواج القاطنين مع بعضهم البعض 56.3% من أصل المجموع الكلي للأسر، ونسبة 8.3% من الأسر كان لديها معيلات من الإناث دون وجود شريك، وكانت نسبة 33.3% من غير العائلات. تألفت نسبة 25.0% من أصل جميع الأسر من أفراد ونسبة 7.5% كانوا يعيش معهم شخص وحيد يبلغ من العمر 65 عاماً فما فوق. وبلغ متوسط حجم الأسرة المعيشية 2.91، أما متوسط حجم العائلات فبلغ 2.40.
بلغ العمر الوسطي للسكان 43 عاماً. وكانت نسبة 20.9% من القاطنين تحت سن الثامنة عشر، وكانت نسبة 4.5% بين الثامنة عشر والأربعة وعشرون عاماً، ونسبة 29.1% كانت واقعةً في الفئة العمرية ما بين الخامسة والعشرون حتى والأربعة وأربعون عاماً، ونسبة 30.7% كانت ما بين الخامسة والأربعون حتى الرابعة والستون، ونسبة 14.8% كانت ضمن فئة الخامسة والستون عاماً فما فوق. يوجد لكل 100 أنثى 98.7 ذكر، ويوجد لكل 100 أنثى في الثامنة عشر من عمرها فما فوق 93.5 ذكر.
بلغ متوسط دخل الأسرة في القرية 64,205 دولار، أما متوسط دخل العائلة فبلغ 73,125 دولار. وكان متوسط دخل الذكور 48,125 دولار مقابل 27,188 دولار للإناث. وسجل دخل الفرد الخاص بالقرية 29,031 دولار.

### تعداد عام 2010
بلغ عدد سكان بنينسولا 565 نسمة بحسب تعداد عام 2010، وبلغ عدد الأسر 237 أسرة وعدد العائلات 164 عائلة مقيمة في القرية. في حين سجلت الكثافة السكانية 121.0 نسمة لكل ميل مربع (46.7/كم2). وبلغ عدد الوحدات السكنية 261 وحدة بمتوسط كثافة قدره 55.9 لكل ميل مربع (21.6/كم2).
وتوزع التركيب العرقي للقرية بنسبة 98.4% من البيض و 0.4% من الأمريكيين ذوي الأصول الآسيوية و 0.4% من الأمريكيين الأفارقة و 0.9% من عرقين مختلطين أو أكثر.
بلغ عدد الأسر 237 أسرة كانت نسبة 26.2% منها لديها أطفال تحت سن الثامنة عشر تعيش معهم، وبلغت نسبة الأزواج القاطنين مع بعضهم البعض 55.3% من أصل المجموع الكلي للأسر، ونسبة 11.0% من الأسر كان لديها معيلات من الإناث دون وجود شريك، بينما كانت نسبة 3.0% من الأسر لديها معيلون من الذكور دون وجود شريكة وكانت نسبة 30.8% من غير العائلات. تألفت نسبة 25.3% من أصل جميع الأسر من أفراد ونسبة 6.7% كانوا يعيش معهم شخص وحيد يبلغ من العمر 65 عاماً فما فوق. وبلغ متوسط حجم الأسرة المعيشية 2.84، أما متوسط حجم العائلات فبلغ 2.38.
بلغ العمر الوسطي للسكان 47.3 عاماً. وكانت نسبة 20.5% من القاطنين تحت سن الثامنة عشر، وكانت نسبة 5.7% بين الثامنة عشر والأربعة وعشرون عاماً، ونسبة 19.4% كانت واقعةً في الفئة العمرية ما بين الخامسة والعشرون حتى والأربعة وأربعون عاماً، ونسبة 40.9% كانت ما بين الخامسة والأربعون حتى الرابعة والستون، ونسبة 13.5% كانت ضمن فئة الخامسة والستون عاماً فما فوق. وتوزع التركيب الجنسي للسكان بنسبة 49.4% ذكور و50.6% إناث.